# W45T
W45T（だぶりゅーよんごーてぃー）は、東芝、および東芝モバイルコミュニケーション社（現・FCNT）が開発し、KDDIおよび沖縄セルラー電話のauブランドのCDMA 1X WINの携帯電話である。2006年（平成18年）9月27日より順次発売されている。

## 特徴
「簡単ケータイ」シリーズには含まれないものの、「でかキー」、「でか文字」を採用している。フレンドリーデザイン。コンセプト的にはA5509Tシリーズの流れを汲んでおり、W43Tの後継機種である。
その一方で、324万画素CMOSカメラ・PCサイトビューアー・PCドキュメントビューアー・au LISTEN MOBILE SERVICEなど搭載する機能は充実しており、外部メディアはau向け東芝機として初のmicroSDカード（1GBまで対応）を用いる。
ちなみに、W45Tをベースとして大幅にコストを削り、機能を簡素化してCDMA 1X向けとしたのが2007（平成19）年1月に発売されたA5523Tである（更にその発展機種として2007年11月にはA5529Tを発売）。ベースモデルのW45Tと同様にヤマハ製・MA-7を搭載しており、CDMA 1X端末として初めて128和音のメロディに対応した。

## 対応サービス
- au LISTEN MOBILE SERVICE
- PCサイトビューアー
- PCドキュメントビューアー
- 着うたフル
- 着うた（ハイクオリティステレオ）
- EZナビウォーク（3Dナビ対応）
- EZチャンネル
- EZアプリ（BREW）(BREW Ver.3.1に対応)
- 安心ナビ
- Hello Messenger

## 注
1. ↑  2012年（平成24年）7月23日より利用不可